# Archidiecezja Blantyre
Archidiecezja Blantyre (łac. Archidioecesis Blantyrensis, ang. Archdiocese of Blantyre) – rzymskokatolicka archidiecezja ze stolicą w Blantyre, w Malawi.
Na terenie archidiecezji pracuje 143 zakonników i 374 sióstr zakonnych.

## Historia
W dniu 3 grudnia 1903 została erygowana Prefektura Apostolska Shire jako druga jednostka administracyjna Kościoła rzymskokatolickiego na terenie Niasy. Dotychczas wszyscy wierni tej brytyjskiej kolonii należeli do Wikariatu Apostolskiego Niasa (obecnie Archidiecezja Lilongwe).
14 kwietnia 1908 prefektura apostolska została podniesiona do godności wikariatu apostolskiego.
Dnia 15 maja 1952 na terenie wikariatu powstał Wikariat Apostolski Zomba (obecnie diecezja Zomba). W tym samym dniu wikariat Shire zmienił nazwę na Wikariat Apostolski Blantyre.
25 kwietnia 1959 papież Jan XXIII wyniósł wikariat apostolski Blantyre do godności archidiecezji i podporządkował mu pozostałe malawijskie diecezje.
22 marca 1965 na części terenów podległych archidiecezji Blantyre powstała diecezja Chikwawa.
Od 1959 wszyscy malawijscy biskupi byli sufraganami arcybiskupa Blantyre. Stan ten zmienił się 9 lutego 2011, gdy Lilongwe zostało drugą stolicą arcybiskupią w Malawi.

## Główne świątynie
- Archikatedra: Archikatedra Matki Bożej Mądrości w Blantyre

## Biskupi
- Auguste Prézeau (3 grudnia 1903 - 2 grudnia 1909 zmarł)
- Louis-Joseph-Marie Auneau SMM (9 maja 1910 - 25 grudnia 1949[1])
- John Baptist Hubert Theunissen SMM (25 grudnia 1949 - 14 października 1967 zrezygnował[2])
- James Chiona (29 listopada 1967 - 23 stycznia 2001[3])
- Tarcisius Ziyaye (23 stycznia 2001 - 3 lipca 2013)
- Thomas Msusa (od 21 listopada 2013)